# Ana B. Nieto
Ana B. Nieto (Madrid, España 1978) es una escritora española, conocida por su labor en novela histórica.

## Biografía
De 1996 a 2000 estudió la carrera de Comunicación Audiovisual. Como preparación para la escritura de su trilogía de El niño robado cursó estudios de Historia Antigua y de la Iglesia y pasó un año en Irlanda estudiando su mitología y gaélico antiguo y contemporáneo.
Debutó en 2013 como autora, con la primera parte de la trilogía de El niño robado, La huella blanca, que fue nominada al premio Hislibris de novela histórica como mejor autora novel de 2014. La siguió una segunda parte Los hijos del caballo en 2015. Ambas fueron editadas por Ediciones B.
Su tercera novela se alejó de su universo personal de mitos y leyendas. Con Manuela. La novela de Acacias 38 (Plaza y Janés, 2016), adaptó, en colaboración junto con Estefanía Salyers, la serie de televisión al libro, haciendo de nuevo una incursión en el género de novela histórica, esta vez en el siglo XIX. La novela fue traducida al italiano.
El club de las 50 palabras fue finalista del Premio Mont Marçal, siendo publicada con Roca Editorial (2019) y en Italia con el sello Salani (2020).
Las espaldas de la tierra, último tomo de su trilogía celta, se publicó en 2021.
En el 2023 publicó su primera obra futurista, Proyecto Karón, finalista del Premio Minotauro, dentro de la colección Minotauro Laberinto. También en 2023 publicó la novela histórica Luz de Candelas, con Edhasa, con la que fue doblemente nominada a los Premios Hislibris.
En septiembre de 2024 vuelve al mundo celta irlandés y publica Magia de los celtas (Luciérnaga), libro de no ficción que recoge el año que pasó escribiendo en Irlanda y ahonda en la cosmovisión y espiritualidad particular de este pueblo.
En mayo de 2025 vuelve a la novela histórica con Hijas del diablo (Edhasa), contando la historia de Baldomera (inventora de la primera estafa piramidal) y Adela (amante del rey Amadeo de Saboya), hijas del poeta y periodista Mariano José de Larra.

## Obras
- Hijas del diablo (2025)
- Magia de los celtas (2024)
- Luz de Candelas (2023)
- Leyendas de la Singularidad (2023)
- Proyecto Karón (2023)
- Voces de Kiev (antología, 2022)
- Las espaldas de la tierra (2021)
- Il circolo delle invincibili sognatrici (2020)
- El club de las cincuenta palabras (2019)
- Una vita. La verità di Manuela (2017)
- Manuela. La novela de Acacias 38 (2016)
- Los hijos del caballo (2015)
- L'Empremta Blanca (2013)
- La huella blanca (2013)

## Premios
Finalista al premio Minotauro en 2021 por Proyecto Karón
Nominada al premio Hislibris al Mejor autor y Mejor novela en 2023 por Luz de Candelas
Finalista al premio Mont Marçal en 2017 por El Club de las 50 palabras
Finalista al premio Hislibris al Mejor autor novel en 2014 por La huella blanca